# 假旗行动
假旗行动（英語：false flag）是隐蔽行动的一种，是一种旨在掩盖实际责任来源并将责任嫁祸于另一方的行为。“假旗”一词起源于16世纪，意思是故意歪曲某人的效忠。该术语最初被用来描述海战中的一种诡计，即一艘船只悬挂中立国或敌国的国旗以隐藏其真实身份。这种策略最初被海盗和私掠船用来欺骗其他船只，让它们靠近后再攻击它们。后来，根据国际海事法，这种做法被认为是海战期间可以接受的做法，前提是在攻击开始后需要展示真实旗帜。

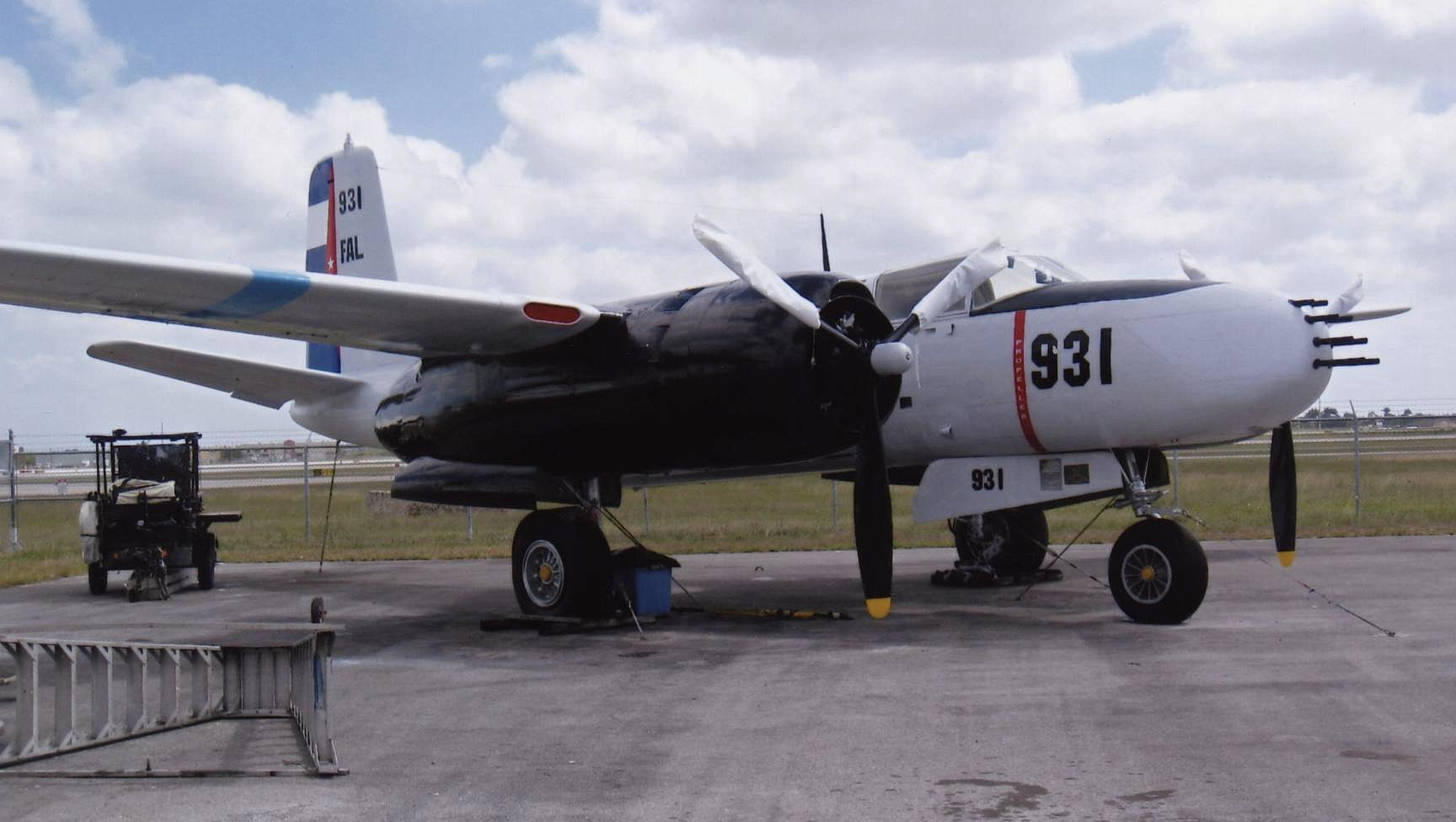
这架位于迈阿密行政机场的美国A-26“入侵者”攻击机被涂成了的古巴空军颜色，以应对1961年美国中央情报局支持的古巴流亡者发动的猪湾入侵。

如今，该术语已扩展至包括对自己进行攻击并让这些攻击看起来像是敌国或恐怖分子所为的国家，从而提供了国内镇压或外国军事侵略的借口。与之类似的，个人或非政府组织在和平时期进行的欺骗活动也可以被称为假旗行动，但更常见的法律术语是“陷害”。

## 战争中的运用
在陆地战争中，假旗行动在某些情况下通常被认为是可以接受的，前提是这种欺骗并非背信弃义。在海战中，只要在战斗前放下假旗并升起真旗，这种欺骗行为就被认为是允许的。辅助巡洋舰在两次世界大战中都以这种方式运作，而商船则被鼓励使用假旗以进行保护。种伪装不仅会使敌人陷入混乱，而且历史记录也会变得更加混乱。1914年，特林达德海战在英国辅助巡洋舰和德国辅助巡洋舰之间展开，后者被改装成卡马尼亚号。（与某些说法相反，卡马尼亚号并未被改造为类似于特拉法尔加角巡洋舰。）
另一个著名的例子是二战时期德国商船“鸬鹚”号，它于1941年伪装成荷兰商船袭击并击沉了澳大利亚轻巡洋舰悉尼号，造成了澳大利亚海军历史上最大规模的人员伤亡。虽然“鸬鹚”号在交战中受到致命伤害并且其船员被俘，但这一结果也使德军在心理战中取得了巨大的胜利。
英国军队在圣纳泽尔袭击中使用了一名德国海军少尉并缴获一本德国密码本。英军在这次行动中将旧驱逐舰坎贝尔敦号进行了外观改造，包括切割舰艇的烟囱和倒角边缘，类似于德国23型鱼雷艇。这种诡计使英国军队能够在防御部队作出反应之前进入距离港口三公里以内的范围，装备爆炸装置的坎贝尔敦和突击队成功瘫痪了港口的关键结构。

### 空战
1922年12月至1923年2月期间，海牙的一个法学委员会起草了一套有关在空战中无线电报控制的规则。包括：
- 军用航空器必须带有表明其国籍和军事性质的外部标志。
- 禁止使用虚假的外部标志。

该草案从未被采纳为具有法律约束力的条约，但红十字国际委员会在该草案的介绍中指出：“在很大程度上，草案符合有关条约的习惯性规则和一般原则。”，因此，这两个条款已经成为国际社会不成文的规定。

### 陆战
在陆战中，假旗的使用与海战类似：美国军事法庭在达豪审判中对策划狮鹫行动的奥托·斯科尔兹尼进行了审判，其中包括一项裁决，即斯科尔兹尼没有犯有的罪行：命令他的部下穿着美军制服采取行动。他向部下转达了纳粹德国法律专家的警告：如果他们穿着美军制服作战，就会违反战争法，但最后的审判中并没有将其认定为一种罪行。
在审判记录中，提到美国陆军部于1940年出版的《戰場手册》第43段，《陆战规则》规定：“国旗、徽章和制服，可以被授权作为诡计使用。上述规则（《第四海牙公约》附件第23条）并不禁止此类使用，但禁止不正当的使用。在向敌人开火之前，必须先将伪装丢弃。”

## 作为战争的借口

### 俄瑞战争
1788年，瑞典皇家歌剧院接到订单，缝制一些俄罗斯军装。随后，瑞典军队于1788年6月27日利用军服的伪装对俄瑞边境的瑞典哨站普馬拉进行了攻击。这在瑞典国内引起了愤怒，并给瑞典国民议会留下了深刻的印象，批准对俄罗斯发动进攻性战争。普马拉事件使得瑞典国王古斯塔夫三世得以发动俄瑞戰爭 (1788年-1790年)。

### 普法战争
1870年7月13日，奥托·冯·俾斯麦发表了《埃姆斯密電》，是德意志就法国大使提出的某些要求的内部回应。俾斯麦在特意向公众发布的版本中，使用了欺骗拿破仑三世皇帝向北德意志邦聯宣战的策略，最终目标是统一德國。这一策略取得了成功，六个月后，邦聯獲勝，统一了德国。

### 抗日战争

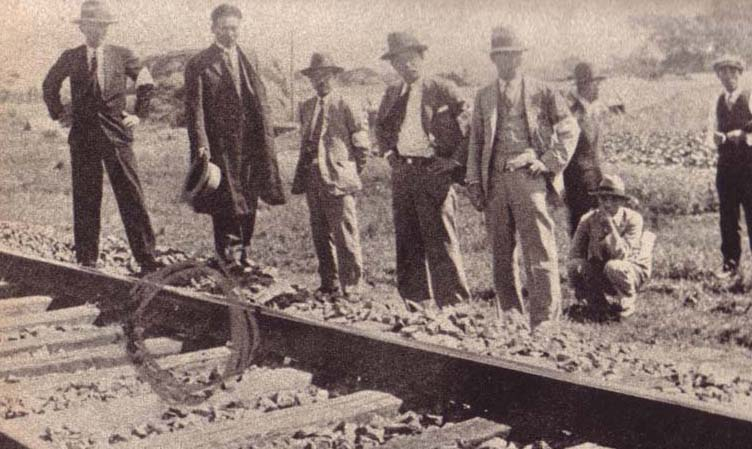
日本专家视察南满铁路的“破坏”现场。

1931年9月18日，板垣征四郎等日本关东军中下级军官在东京中央政府不知情的情况下，炸毁了一段位于柳条湖区间的铁路，编造了入侵满洲的借口。尽管爆炸威力较弱，无法扰乱铁路线的运营，但日军仍然利用这次的假旗事件占领了满洲，并建立了一个名义上独立但实际由日本控制的傀儡政府满洲国。

### 德波战争

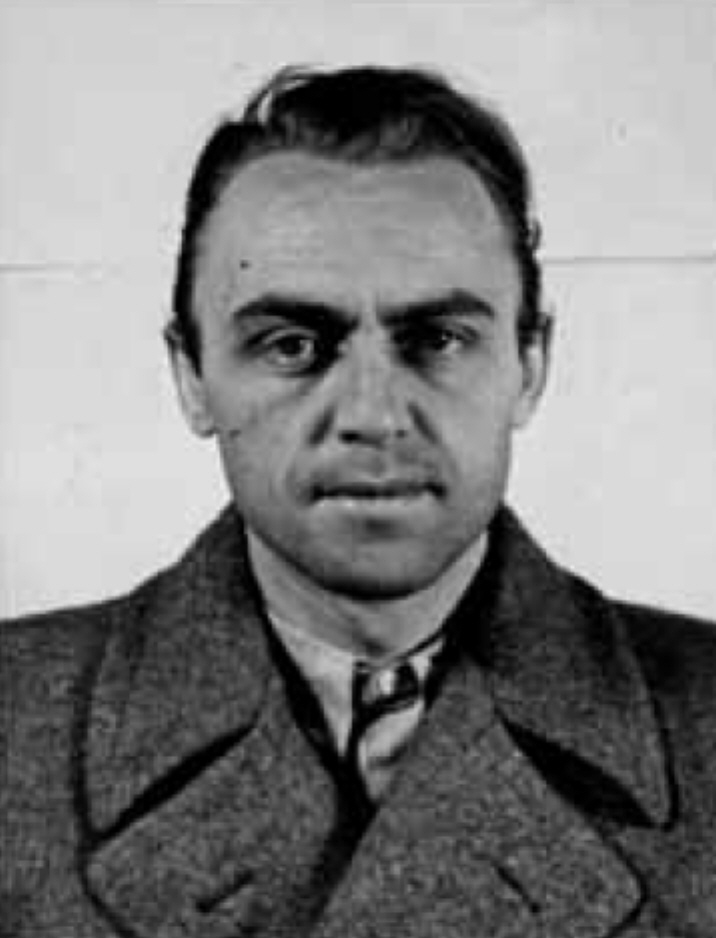
阿爾弗雷德·瑙約克斯

1939年8月31日的格莱维茨事件是海因里希捏造的波兰袭击德国的证据，以动员德国舆论支持战争，并为入侵波兰进行辩护。阿爾弗雷德·瑙約克斯是这次行动的主要组织者。格莱维茨事件与希姆莱行动中的其他假旗行动一起，被用来动员德国民众支持德国发动的第二次世界大战。
这次行动未能让国际舆论相信德国的主张，波兰的盟友英国和法国在德国入侵波兰两天后宣战。

### 冬季战争
1939年11月26日，靠近芬兰边境的苏联村庄迈尼拉被苏联军队炮击。苏联当局将这次袭击归咎于芬兰，并以此事件为借口，于四天后的11月30日发动了冬季战争入侵芬兰。

### 古巴革命

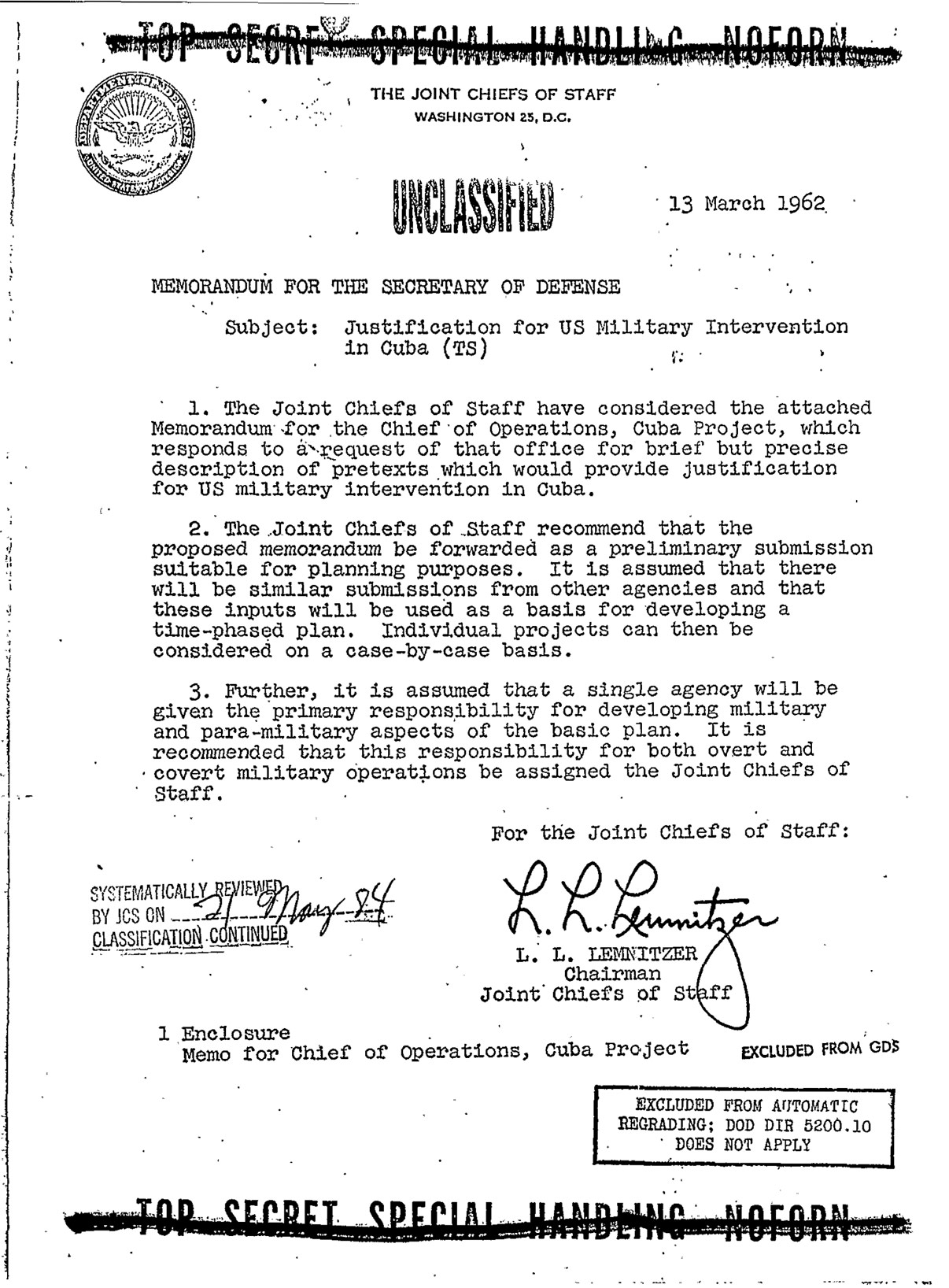
诺斯伍兹行动备忘录

1962年的诺斯伍兹行动是美国国防部提议但从未执行的阴谋，其中包括捏造被劫持或击落的客机和军用飞机、击沉古巴附近的美国船只、焚烧农作物以及美国空军伪装成古巴空军摧毁美国无人机等虚假事件。击沉一艘满载古巴难民的船只，将其认定为古巴在美国境内发动袭击，干扰美国的航运。这些责任都将归咎于古巴，并成为美国入侵古巴和推翻菲德尔·卡斯特罗政府的借口。它得到了美国参谋长联席会议的授权，但随后被约翰·F·肯尼迪总统拒绝。与诺斯伍兹行动相关文件的公开是20世纪90年代中期审查委员会调查约翰·F·肯尼迪总统有关记录的结果，信息后来被詹姆斯·班福德公布。

### 俄罗斯入侵乌克兰
2022年1月和2月，西方国家预测俄罗斯将在乌克兰使用假旗行动。在2月24日俄罗斯入侵乌克兰之前的几天，俄罗斯政府加强了虚假信息宣传活动，俄罗斯官媒几乎每小时都会宣传虚假信息，声称乌克兰军队正在攻击俄罗斯，试图为入侵乌克兰辩护。许多虚假信息视频质量低劣且业余，数据不匹配，显示的日期也不正确，而来自Bellingcat研究人员和其他独立记者的证据表明，所声称的顿巴斯袭击、爆炸和疏散行动都是由俄罗斯策划的。

## 作为削弱政治对手的策略

### 1953年伊朗政变
1953年4月4日，美国中央情报局奉命在四个月内破坏伊朗政府，推翻伊朗总理穆罕默德·摩萨台。行动包括“对清真寺和重要公众人物”进行假旗攻击，并将其归咎于忠于政府的伊朗共产党。
中央情报局的行动代号为"阿贾克斯行动"，行动包括冒充共产党员的中央情报局特工炸毁“至少一所”著名的穆斯林房屋。中央情报局确定的假旗攻击策略增加了阿贾克斯行动的“积极成果”。
然而，由于中情局几乎毁掉了所有有关1953年伊朗政变中所扮演角色的档案，历史学家很难辨别这次假旗行动在伊朗政变中的真正影响。

### 苏珊娜行动
1954年夏，以色列军事情报局招募的一群埃及犹太人因计划在埃及境内对美国、英国和埃及的民用目标放置炸弹而被捕。爆炸事件将被归咎于穆斯林兄弟会、埃及共产党、“不明身份的不满者”或“民族主义者”，其目的是制造一种足够暴力和不稳定的气氛，以促使英国政府不要撤离占领埃及的军队。此举也将增强埃及总统纳赛尔对抗以色列的勇气。然而，该阴谋在实施前就被曝光，埃及当局成功跟踪一名特工并逮捕了他，随后搜查了他的公寓，整个计划包括其他特工的姓名和爆炸材料都存放在他的公寓里。以色列总理摩西·沙雷特并不知道，这一事件在以色列引发了一场丑闻，以色列官员互相指责此次行动，以色列国防部长皮尼亚斯·拉冯在压力下辞职。后来，两个调查委员会发现拉冯对这次行动并不知情。

## 伪操作

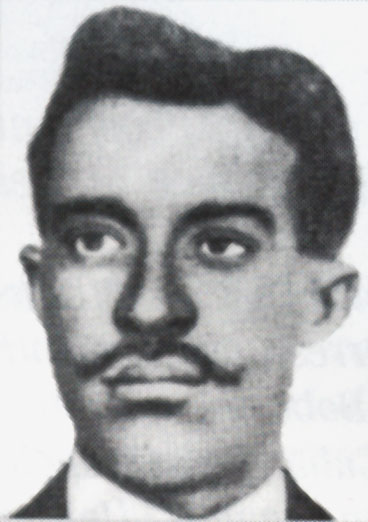
1919年，查理曼·佩拉尔特被伪装成游击队的军队暗杀。

伪行动是指一国军队或警察伪装成敌军的行动。例如，国家可能将特工伪装成敌人并渗透到敌对地区。伪行动的目的可能是收集情报或特殊行动，包括暗杀重要敌人。然而，暴露的风险随着时间的推移而增加，而情报收集也可能会导致暴力对抗。伪行动可能由军队，警察或两者共同指挥。警察一般最适合执行情报任务；然而，军方也可以提供军事反应部队支持伪行动。根据美国军事专家劳伦斯·克莱恩的说法，“这些小组通常由警察部门控制，但这很大程度上是由于军事情报系统的弱点。”

## 间谍
在间谍活动中，“假旗”一词描述的是特工冒充潜在特工的代表，甚至是特工自己的政府代表来招募特工。例如，冷战期间，几名西德女公务员被东德情报部门史塔西的特工伪装成西德和平倡导团体的成员，欺骗窃取机密文件（史塔西特工也被称为“罗密欧”），这次行动是假旗行动和“美人计”的结合。
前克格勃叛逃者杰克·巴尔斯基表示，“许多右翼激进分子利用假旗行动为苏联提供情报，他们伪装成与美国，以色列等西方盟友的合作者，而事实上他们的联系人是克格勃。”

## 民间
该术语在阴谋论者中很受欢迎，指的是各国政府和所谓阴谋集团的秘密活动。据《哥伦比亚新闻评论》报道，由于历史上发生的假旗事件，历史学家不应该完全将这个词的用法让给阴谋论者。帕尔曼说：“真正的危险在于，如果我们使用非定语‘虚假标志’作为阴谋论的简写，而不解释它们是什么以及谁在推广它们。” 帕尔曼也写道，“人们大喊大叫，称任何针对‘他们一方’某人的攻击都是‘另一方’所为，淹没了理性的声音。”

### 政治竞选
这种策略在政治竞选中有着悠久的历史，形式多种多样，包括亲自竞选、印刷媒体和电子竞选。这可能涉及一位候选人的支持者冒充另一位候选人的支持者，或者充当他们喜欢的候选人进行辩论的“稻草人”。无论候选人是否知情，这种情况都可能发生。加纳克信函是一名候选人创建虚假文件并将其归因于另一名候选人以抹黑该候选人的一个例子。
2006年，在新罕布什尔州和新泽西州，自称来自某位政治候选人支持者的博客评论被追踪到IP地址后，一些从事虚假举报行为的个人被发现并被“揭发” 。
一些保守派评论员表示，在2018年美国中期选举之前向民主党知名人士发送的管状炸弹是假旗行动的一部分，旨在抹黑共和党和时任总统唐纳德·特朗普的支持者。塞萨尔·萨约克称相信民主党是“邪恶的”，后来因将炸弹邮寄给特朗普的批评者而被定罪。

### 思想

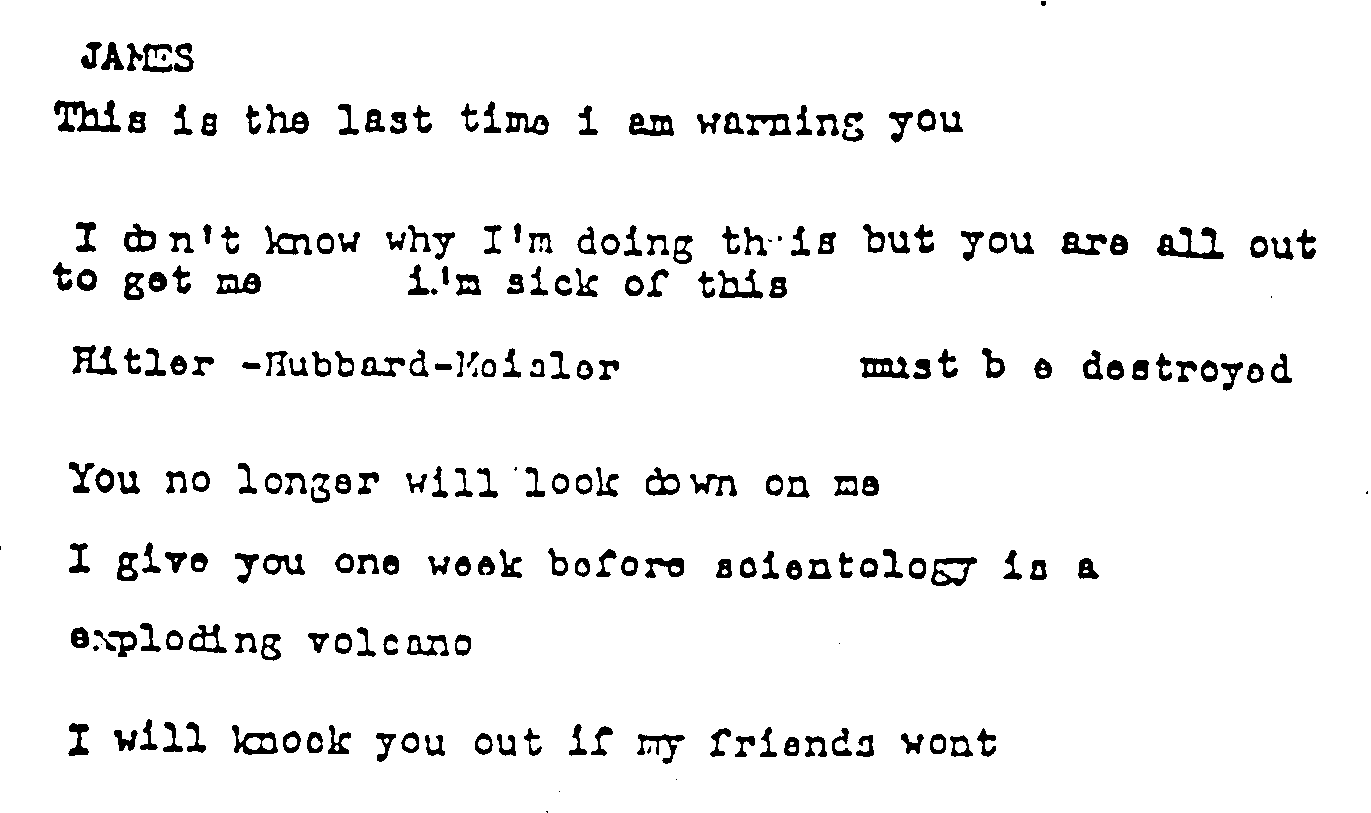
山达基教会守護者辦公室特工伪造的炸弹威胁信

政治或宗教支持者有时会使用假旗策略，这样做可以抹黑或牵连敌对团体，在不存在的情况下制造敌人的形象，或者制造有组织和有针对性的迫害的假象。这可以用来获得外界尤其是媒体的关注和同情，或者让团体内的其他人相信他们的信仰受到攻击并需要保护。
为了报复撰写《山达基丑闻》的作者，山达基教会的成员从作者莫蘭·庫珀的家中偷走了信纸，然后用该信纸伪造了炸弹威胁，并将其邮寄到山达基教會的办公室。守護者辦公室还制定了一项名为“疯狂行动”的进一步行动计划，以抹黑库珀，但几名山达基特工在另一项行动中被捕，该计划被曝光。